# Angaeus
Angaeus – rodzaj pająków z rodziny ukośnikowatych, zawierający 10 gatunków, które występują we wschodniej Azji.

## Gatunki
Należą tu następujące gatunki:
- Angaeus canalis (Tang & Li, 2010) (Chiny)
- Angaeus christae Benjamin, 2013 (Borneo)
- Angaeus comatulus Simon, 1909 (Wietnam)
- Angaeus lenticulosus Simon, 1903 (Wietnam)
- Angaeus liangweii (Tang & Li, 2010) (Chiny)
- Angaeus pentagonalis Pocock, 1901 (Indie, Andamany)
- Angaeus pudicus Thorell, 1881 (Moluki i Seram)
- Angaeus rhombus (Tang & Li, 2009) (Chiny)
- Angaeus rhombifer Thorell, 1890 (Malezja i Sumatra)
- Angaeus zhengi (Tang & Li, 2009) (Chiny)